# Xenon 2: Megablast
Xenon 2: Megablast è un videogioco di genere sparatutto fantascientifico a scrolling verticale, seguito di Xenon, prodotto dalla The Bitmap Brothers nel 1989 originariamente per Amiga e Atari ST, e successivamente convertito per diversi formati, tra cui MS-DOS e Sega Megadrive.

## Modalità di gioco
Il giocatore pilota un'astronave vista dall'alto contro un'ampia varietà di creature aliene. Lo scorrimento è continuo verso l'alto con sfondo parallattico, ma si può anche limitatamente ritornare indietro (verso il basso).
Le ondate di nemici o i nemici singoli più resistenti, quando distrutti completamente, rilasciano dei crediti trasparenti che l'astronave può raccogliere. Anche i power-up più semplici possono essere raccolti direttamente sul campo, ma i più potenti devono essere acquistati.
Ci sono 5 livelli suddivisi ciascuno in due fasi: al termine della prima un negoziante alieno sarà pronto a vendere svariati power-up in cambio dei crediti, o anche a comprare a prezzo ridotto i power-up del giocatore, mentre al termine della seconda vi sarà il classico boss di fine livello, e dopo la sua sconfitta nuovamente il negoziante.
Il gioco non ha una trama, ma si può comunque ravvisare una progressione nell'aspetto delle varie ondate dei nemici che si affrontano nel corso dei livelli: se nel primo livello i nemici hanno l'aspetto di creature primitive quali trilobiti, nel secondo assomigliano ad insetti, per proseguire con pesci, rettili ecc.
Se si completa il gioco, l'unica immagine che appare è quella del negoziante che fa i complimenti per aver terminato il gioco e informa il giocatore che può spegnere il computer.

## Audio
Il titolo del gioco deriva dalla canzone Megablast del DJ di musica elettronica inglese Bomb the Bass. La canzone si può sentire durante la schermata dei titoli e, per brevissimo tempo, dal negoziante alieno; una sua versione semplificata invece fa da musica di sottofondo ai vari livelli. La canzone a sua volta si basa sul tema del film di John Carpenter Distretto 13: le brigate della morte.